# Николаев, Иван Георгиевич
Иван Георгиевич Николаев (1922, Камзолка, Пензенская область — 1985, Москва) — советский военный деятель, генерал-полковник, лауреат Ленинской премии.

## Биография
Родился в 1922 году в деревне Камзолка Петровского района Саратовской области. Из крестьян. В двенадцать лет остался без родителей. 
С 1942 года — на военной службе, общественной и политической работе. В 1942—1945 годах участник Великой Отечественной войны, начальник штаба 1111-го стрелкового полка 332-й Ивановской стрелковой дивизии имени Фрунзе. Затем на штабных должностях в Советской Армии. Первый заместитель начальника Генерального штаба Вооружённых сил СССР. Член ВКП(б) с 1945 года.
За создание системы управления ядерными силами («ядерного чемоданчика») удостоен Ленинской премии.

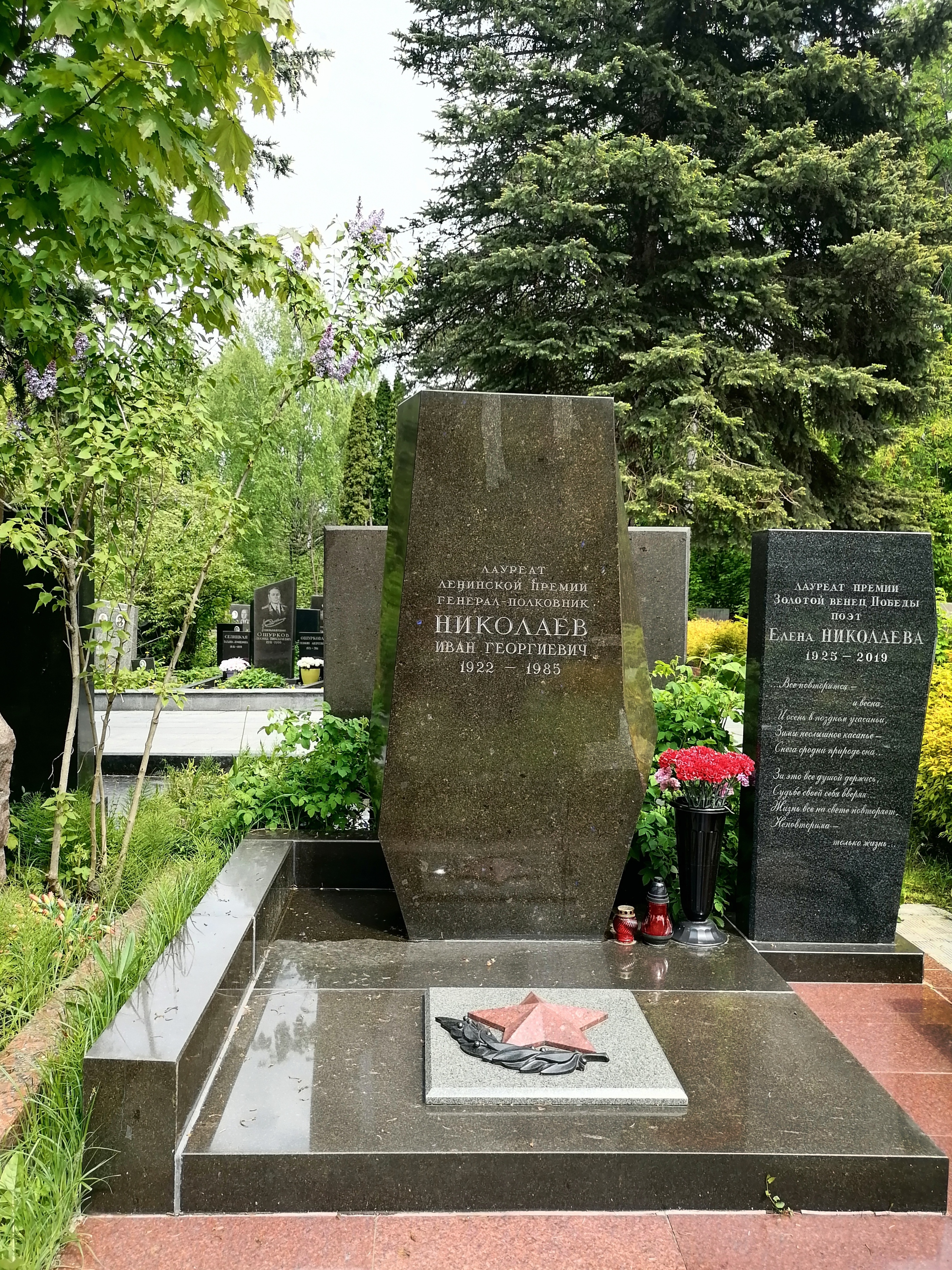
Могила на Кунцевском кладбище

Умер в Москве в 1985 году от рака горла. Похоронен на Кунцевском кладбище.

## Присвоение воинских званий
- Генерал-майор (7.5.1966)
- Генерал-лейтенант (22.2.1971)
- Генерал-полковник (30.10.1978)

Жена — Елена Дмитриевна Николаева (1925—2019), поэтесса, член Союза писателей СССР.
Сын — А. И. Николаев, генерал армии.

### Интересные факты
- Занимал должность первого заместителя начальника Генерального штаба, которую позже занимал его сын.
- Обладал уникальной памятью: мог прочитать передовицу «Правды» и рассказать наизусть вплоть до запятой.
- Любил классическую музыку, особенно Второй концерт Рахманинова. У Николаевых собирались известные люди — писатели, кинорежиссеры, актеры. Нодар Думбадзе давал свои первые книги на рецензию отцу Андрея Николаева, бывшему фронтовику. Среди друзей дома были Владимир Солоухин, с которым мать Николаева училась в одной группе в Литинституте, Людмила Касаткина, её муж, режиссер Сергей Колосов.